# Toshiyuki Morikawa
Toshiyuki Morikawa (jap. 森川 智之 Morikawa Toshiyuki; ur. 26 stycznia 1967 w Shinagawie) – japoński seiyū i aktor dubbingowy, powiązany z firmą Arts Vision.

## Filmografia

### Anime
- Aoki Densetsu Shoot! – Kamiya Atsushi
- Uchū no Kishi Tekkaman Blade – Takaya Aiba/Tekkaman Blade
- Pocket Monsters –
  - Ghost (Haunter),
  - Siba (Bruno),
  - Sekidō (Sheridan),
  - Mikuri (Wallace),
  - Bashō (Hun),
  - Ghris
- Digimon Adventure 02 –
  - Yukio Oikawa,
  - Haruhiko Takenouchi,
  - Mummymon,
  - Vamdemon (Myotismon),
  - BelialVamdemon (MaloMyotismon)
- Kidō Shinseiki Gundam X – Shagia Frost
- Krzysztof Kolumb – młody Krzysztof Kolumb
- Zombie Loan – Bekkou
- Yūsha Keisatsu J-Decker – Duke
- Detektyw Conan – Shūkichi Haneda
- Yu-Gi-Oh! – Katsuya Jonouchi
- Bleach – Isshin Kurosaki
- Naruto –
  - Kimimaro,
  - Minato Namikaze
- Black Clover – Julius Novachrono
- One Piece – Eneru
- Zyuden Sentai Kyoryuger – Torin
- Fairy Tail – Mard Geer Tartarus
- Mugen no jūnin – Giichi

## Japoński dubbing

### Gry
- Cyberpunk 2077 – Johnny Silverhand

## Nagrody
- 2015: Dziewiąta edycja Seiyū Awards